# 铅垂线
- 關於作为测量工具的重物，請見「铅垂」。
- 關於三角形中过顶点与底边垂直的直线，請見「高线」。

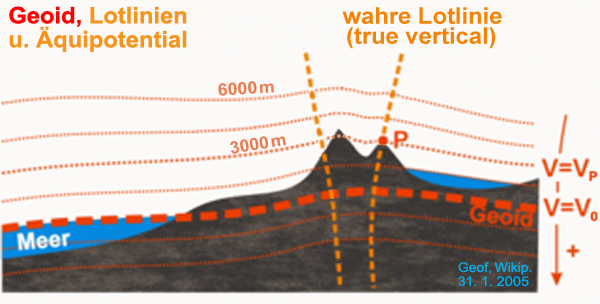
橘红色的横向虚线为各重力等位面，其中加粗的为大地水准面（Geoid）；阳橙色的纵向虚线为铅垂线（true vertical），其与重力等位面正交。

铅垂线（英語：Plumb line），又称垂线或力线:29，在大地测量学中指重力作用的方向线:142:8。铅垂线与与重力矢量的方向处处相切，该方向又被称为铅垂方向，有时也直接以铅垂线代称。:48-50在重力场中，铅垂线通常是曲线而非直线，彼此互不平行，与其经过的重力等位面正交。:50铅垂线与参考椭球面的法线之间的方向偏差被称为垂线偏差。:83
在测量学中，铅垂线是测量外业的基准线。:8

## 曲率
由于在重力场中，除轴线外，同一直线上各点的重力矢量方向通常各不相同。因此，铅垂线通常是一条具有曲率的曲线。通过计算铅垂线的曲率，可以将地形表面上进行的天文测量数据归算到大地水准面上。:53铅垂线在某点处的曲率 {\displaystyle \kappa } 可以通过该点处的重力矢量的大小 {\displaystyle g} 及其一阶微分 {\displaystyle g_{x}}、{\displaystyle g_{y}} 得到：:54
{\displaystyle \kappa ={1 \over g}{\sqrt {g_{x}^{2}+g_{y}^{2}}}}

### 推导过程
设铅垂线的线元矢量为 {\displaystyle \operatorname {d} \!\mathbf {x} =(\operatorname {d} \!x,\operatorname {d} \!y,\operatorname {d} \!z)}，重力矢量为 {\displaystyle \mathbf {g} =(W_{x},W_{y},W_{z})}，两者间仅相差一个比例因子：:53
{\displaystyle {\frac {\operatorname {d} \!x}{W_{x}}}={\frac {\operatorname {d} \!y}{W_{y}}}={\frac {\operatorname {d} \!z}{W_{z}}}}
根据微分几何中曲率的计算公式，铅垂线投影在 {\displaystyle xz} 平面上的曲率 {\displaystyle \kappa _{1}} 为
{\displaystyle \kappa _{1}={\operatorname {d} ^{2}\!x \over \operatorname {d} \!z^{2}}}
上式的二阶微分可由重力位 {\displaystyle W} 的偏微分得到：
{\displaystyle {\operatorname {d} \!x \over \operatorname {d} \!z}={W_{x} \over W_{z}}\longrightarrow {\operatorname {d} ^{2}\!x \over \operatorname {d} \!z^{2}}={1 \over W_{z}^{2}}\left[W_{z}(W_{xz}+W_{xx}{\operatorname {d} \!x \over \operatorname {d} \!z})-W_{x}(W_{zz}+W_{zx}{\operatorname {d} \!x \over \operatorname {d} \!z})\right]}
取沿向上的铅垂方向为 {\displaystyle z} 轴正向，建立局部坐标框架。此时重力位 {\displaystyle W} 在 {\displaystyle xy} 平面的微分为零，即
{\displaystyle W_{x}=W_{y}=0\longrightarrow {\operatorname {d} \!x \over \operatorname {d} \!z}=0}
将上式代入曲率 {\displaystyle \kappa _{1}} 的计算公式，得：
{\displaystyle \kappa _{1}={W_{zx} \over W_{z}}}
其中，重力位沿 {\displaystyle z} 轴方向的微分 {\displaystyle W_{z}=-g}. 其中 {\displaystyle g} 为重力矢量的大小，即 {\displaystyle g=\lVert \mathbf {g} \rVert }. 则重力位的微分可替换为重力矢量大小的微分：:54
{\displaystyle \kappa _{1}={g_{x} \over g}}
同理可证，铅垂线投影在 {\displaystyle yz} 平面上的曲率 {\displaystyle \kappa _{2}} 为
{\displaystyle \kappa _{2}={g_{y} \over g}}
由于铅垂线与 {\displaystyle z} 轴在上述定义的局部坐标框架中相切，即铅垂线投影在 {\displaystyle xy} 平面上的曲率为零，再由总曲率的计算公式可以得到：:54
{\displaystyle \kappa ={\sqrt {\kappa _{1}^{2}+\kappa _{2}^{2}}}={1 \over g}{\sqrt {g_{x}^{2}+g_{y}^{2}}}}